# 歐陽紇
歐陽紇（538年—570年），字奉聖，長沙郡臨湘縣（今湖南省長沙市）人。南朝陳廣州刺史、陽山郡公歐陽頠之子，唐朝書法家歐陽詢之父。

## 生平
天嘉四年（563年），歐陽頠逝世，歐陽紇襲封都督交廣等十九州諸軍事、廣州刺史、陽山郡公，後進號輕車將軍。太建元年（569年），陳宣帝徵歐陽紇為左紉將軍，歐陽紇疑懼，十月據廣州反抗，舉兵攻打衡州刺史錢道戢，太建二年（570年）二月車騎將軍章昭達以大艦趁水流突擊，擒獲歐陽紇，押至建康斬首，一家被株連，幼子歐陽詢因年幼而免，後為江總收養。